# Leichtathletik-Europameisterschaften 1958/200 m der Männer

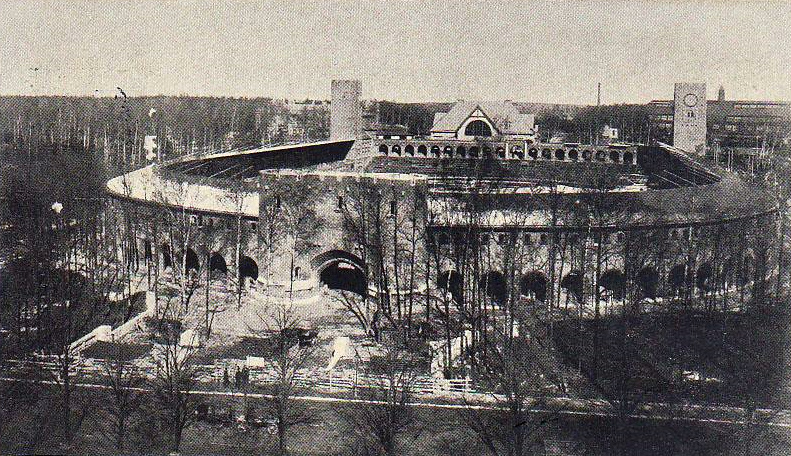
Ansichtskarte des Stockholmer Olympiastadions aus dem Jahr 1912

Der 200-Meter-Lauf der Männer bei den Leichtathletik-Europameisterschaften 1958 wurde am 22. und 23. August 1958 im Stockholmer Olympiastadion ausgetragen.
Europameister wurde der deutsche Sprinter Manfred Germar. Auf den zweiten Platz kam der Brite David Segal. Der Franzose Jocelyn Delecour gewann die Bronzemedaille.

## Bestehende Rekorde
| Weltrekord           | 20,6 s | Andy Stanfield | Los Angeles, USA                             | 28. Juni 1952      |
| Weltrekord           | 20,6 s | Thane Baker    | Bakersfield, USA                             | 23. Juni 1956      |
| Weltrekord           | 20,6 s | Bobby Morrow   | Olympische Spiele Melbourne, Australien      | 27. November 1956  |
| Europarekord         | 20,8 s | Heinz Fütterer | Osaka, Japan                                 | 16. Oktober 1954   |
| Europarekord         | 20,8 s | Heinz Fütterer | Yokohama, Japan                              | 31. Oktober 1954   |
| Europarekord         | 20,8 s | Manfred Germar | Hannover, BR Deutschland (heute Deutschland) | 15. September 1957 |
| Meisterschaftsrekord | 20,9 s | Heinz Fütterer | EM Bern, Schweiz                             | 29. August 1954    |

Der bestehende EM-Rekord wurde bei diesen Europameisterschaften mit kühlen und regnerischen Verhältnissen nicht erreicht. Die schnellste Zeit erzielte der deutsche Europameister Manfred Germar im Finale mit 21,0 s bei einem Rückenwind von 0,1 m/s.

## Vorrunde
22. August 1958, 15.00 Uhr
Die Vorrunde wurde in sechs Läufen durchgeführt. Die ersten drei Athleten pro Lauf – hellblau unterlegt – qualifizierten sich für das Halbfinale.

### Vorlauf 1
Wind: +1,0 m/s
| Platz | Name              | Nation      | Zeit (s) |
| ----- | ----------------- | ----------- | -------- |
| 1     | Leonid Bartenew   | Sowjetunion | 21,7     |
| 2     | Ernst Vogel       | Schweiz     | 22,2     |
| 3     | Mikhail Bachvarov | Bulgarien   | 22,5     |
| 4     | Aydin Onur        | Türkei      | 22,6     |
| 5     | Edmund Burg       | Deutschland | 23,2     |

### Vorlauf 2
Wind: +1,0 m/s
| Platz | Name            | Nation     | Zeit (s) |
| ----- | --------------- | ---------- | -------- |
| 1     | György Gyuricza | Ungarn     | 22,4     |
| 2     | Habib Thiam     | Frankreich | 23,0     |
| 3     | Adolf Huber     | Österreich | 24,9     |
| DNS   | Marian Foik     | Polen      |          |

### Vorlauf 3
Wind: +1,5 m/s
| Platz | Name                  | Nation           | Zeit (s) |
| ----- | --------------------- | ---------------- | -------- |
| 1     | Vilém Mandlík         | Tschechoslowakei | 21,6     |
| 2     | Juri Konowalow        | Sowjetunion      | 21,7     |
| 3     | Nikolaos Georgopoulos | Griechenland     | 21,9     |
| 4     | Richard Schwarzgruber | Österreich       | 22,4     |

### Vorlauf 4
Wind: +0,5 m/s
| Platz | Name               | Nation         | Zeit (s) |
| ----- | ------------------ | -------------- | -------- |
| 1     | Manfred Germar     | Deutschland    | 21,4     |
| 2     | Edward Szmidt      | Polen          | 21,9     |
| 3     | Robbie Brightwell  | Großbritannien | 21,9     |
| 4     | Jacques Vercruysse | Belgien        | 22,0     |
| 5     | Börje Strand       | Finnland       | 22,0     |

### Vorlauf 5
Wind: +0,6 m/s
| Platz | Name             | Nation       | Zeit (s) |
| ----- | ---------------- | ------------ | -------- |
| 1     | Jocelyn Delecour | Frankreich   | 22,2     |
| 2     | Béla Goldoványi  | Ungarn       | 22,2     |
| 3     | Vasilios Syllis  | Griechenland | 23,1     |
| DNS   | Faria            | Portugal     |          |
| DNS   | Weber            | Schweiz      |          |

### Vorlauf 6

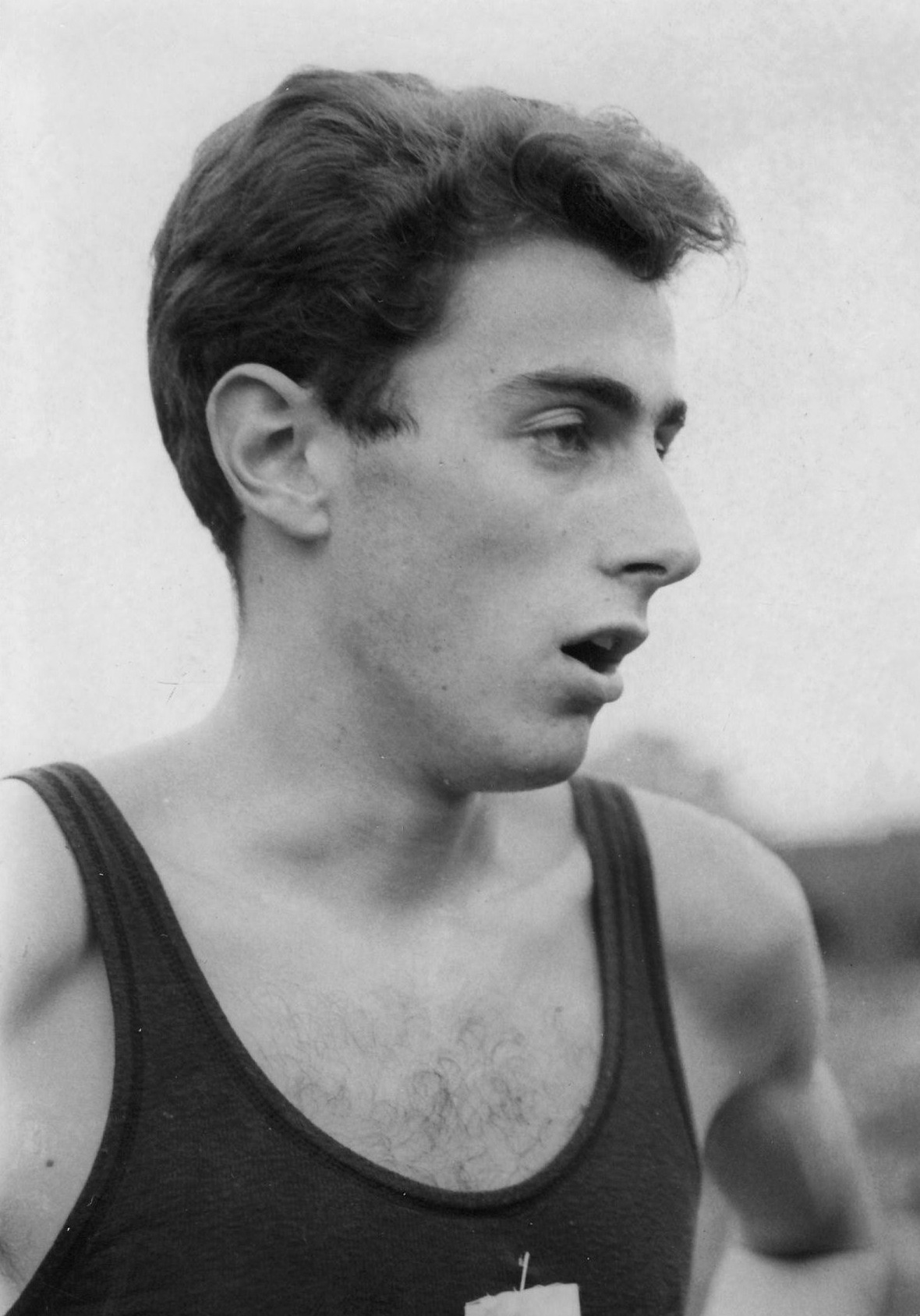
Im Gegensatz zum 100-Meter-Lauf reichte es für Björn Malmroos mit Platz vier in seinem Vorlauf nicht zum Halbfinale

Wind: +0,8 m/s
| Platz | Name            | Nation         | Zeit (s) |
| ----- | --------------- | -------------- | -------- |
| 1     | David Segal     | Großbritannien | 21,0     |
| 2     | Livio Berruti   | Italien        | 21,6     |
| 3     | Bjørn Nilsen    | Norwegen       | 21,6     |
| 4     | Björn Malmroos  | Schweden       | 21,8     |
| 5     | Peter Rasmussen | Dänemark       | 22,2     |

## Halbfinale
22. August 1958, 16.50 Uhr
In den drei Halbfinalläufen qualifizierten sich die jeweils ersten beiden Athleten – hellblau unterlegt – für das Finale.

### Lauf 1
Wind: ±0,0 m/s
| Platz | Name              | Nation         | Zeit (s) |
| ----- | ----------------- | -------------- | -------- |
| 1     | Jocelyn Delecour  | Frankreich     | 21,3     |
| 2     | Robbie Brightwell | Großbritannien | 21,7     |
| 3     | Leonid Bartenew   | Sowjetunion    | 21,7     |
| 4     | Edward Szmidt     | Polen          | 21,9     |
| 5     | György Gyuricza   | Ungarn         | 22,4     |
| 6     | Ernst Vogel       | Schweiz        | 22,4     |

### Lauf 2

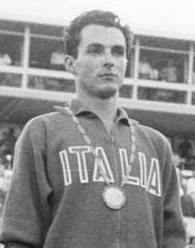
Livio Berruti, zwei Jahre später Olympiasieger über 200 Meter, erreichte hier in seinem Halbfinale nicht das Ziel

Wind: ±0,0 m/s
| Platz | Name            | Nation           | Zeit (s) |
| ----- | --------------- | ---------------- | -------- |
| 1     | Vilém Mandlík   | Tschechoslowakei | 21,0     |
| 2     | David Segal     | Großbritannien   | 21,1     |
| 3     | Béla Goldoványi | Ungarn           | 21,7     |
| 4     | Habib Thiam     | Frankreich       | 22,3     |
| 5     | Vasilios Syllis | Griechenland     | 22,4     |
| DNF   | Livio Berruti   | Italien          |          |

### Lauf 3
Wind: +0,2 m/s
| Platz | Name                  | Nation       | Zeit (s) |
| ----- | --------------------- | ------------ | -------- |
| 1     | Manfred Germar        | Deutschland  | 21,2     |
| 2     | Juri Konowalow        | Sowjetunion  | 21,3     |
| 3     | Bjørn Nilsen          | Norwegen     | 21,5     |
| 4     | Nikolaos Georgopoulos | Griechenland | 21,7     |
| 5     | Mikhail Bachvarov     | Bulgarien    | 22,2     |
| 6     | Adolf Huber           | Schweiz      | 22,8     |

## Finale

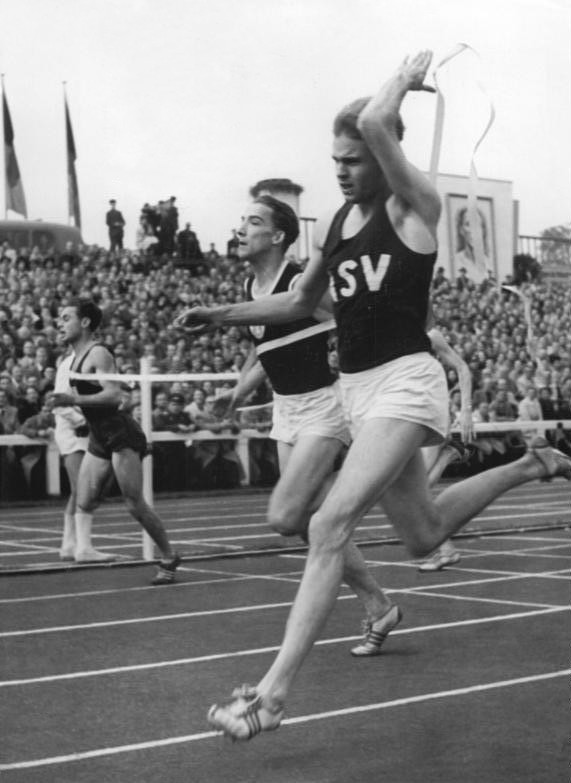
Nach seinem etwas enttäuschen zweiten Platz über 100 Meter wurde Manfred Germar (rechts) über 200 Meter Europameister
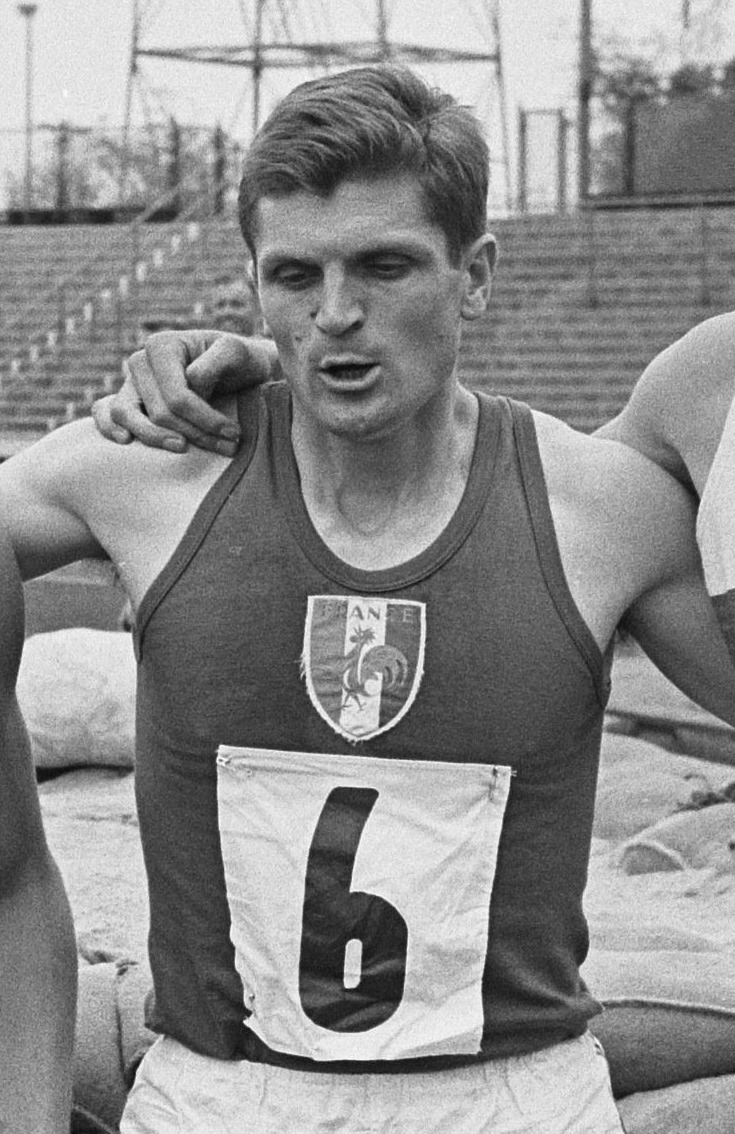
Jocelyn Delecour gewann nach Rang vier über 100 Meter nun Bronze
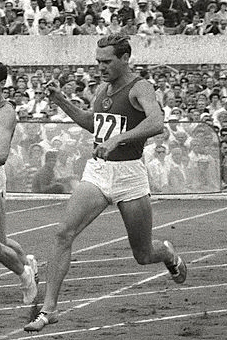
Juri Konowalow – Sechster über 200 Meter / Fünfter über 100 Meter

23. August 1958, 16.00 Uhr
Wind: +0,1 m/s
| Platz | Name              | Nation           | Zeit (s) |
| ----- | ----------------- | ---------------- | -------- |
| 1     | Manfred Germar    | Deutschland      | 21,0     |
| 2     | David Segal       | Großbritannien   | 21,3     |
| 3     | Jocelyn Delecour  | Frankreich       | 21,3     |
| 4     | Vilém Mandlík     | Tschechoslowakei | 21,4     |
| 5     | Robbie Brightwell | Großbritannien   | 21,9     |
| 6     | Juri Konowalow    | Sowjetunion      | 22,0     |